# Ana Ariel
Ana Ariel (anhörenⓘ; * 18. Mai 1930 in São Paulo; † 20. Februar 2004 in Rio de Janeiro) war eine brasilianische Schauspielerin.
Ariel war Tochter des Clowns Piolin. Von Mitte der 1960er Jahre bis Mitte der 1980er Jahre war sie in zahlreichen brasilianischen Fernsehproduktionen zu sehen.

## Filmografie

### Telenovelas und Serien
- 1967: A Rainha Louca
- 1968: Rosa Rebelde
- 1968: Sangue e Areia
- 1969: Véu de Noiva
- 1970: Irmãos Coragem
- 1970: Verão Vermelho
- 1971: O Homem que Deve Morrer
- 1972: Selva de Pedra
- 1973: O Semideus
- 1973: O Bem-Amado
- 1974: O Crime do Zé Bigorna
- 1975: A Moreninha
- 1975: Gabriela
- 1976: Duas Vidas
- 1976: Saramandaia
- 1978: Sinal de Alerta
- 1978: Maria, Maria
- 1979: Cabocla
- 1979: Memórias de Amor
- 1980: As Três Marias
- 1980: Chega Mais
- 1982: Mário Fofoca
- 1982: Elas por Elas
- 1983: Voltei pra Você
- 1984: Amor com Amor se Paga
- 1985: De Quina pra Lua
- 1987: Sassaricando
- 1987: Hipertensão

### Spielfilme
- 1969: Pedro Diabo Ama Rosa Meia Noite
- 1982: As Aventuras de Mário Fofoca